# 乌尔拉
乌尔拉（Urla），是印度恰蒂斯加尔邦Raipur县的一个城镇。总人口9359（2001年）。

## 人口
该地2001年总人口9359人，其中男性5142人，女性4217人；0—6岁人口2062人，其中男1062人，女1000人；识字率54.69%，其中男性为66.22%，女性为40.62%。